# Троил (пьеса)
«Троил» (др.-греч. Τρωΐλος) — трагедия древнегреческого драматурга Софокла (V век до н. э.) на тему мифов о Троянской войне. Её текст почти полностью утрачен.
Главный герой пьесы — троянский царевич Троил, сын Приама и Гекубы. Ахилл убил его в самом начале войны (по разным данным, в храме или у реки, куда Троил привёл коней для водопоя, или приказал задушить пленного). Как именно обработал этот сюжет Софокл и в чём заключался основной трагический конфликт пьесы, неясно.
Уцелели пять коротких фрагментов трагедии. В одном из них рассказывается о браке Пелея с Фетидой, от которого родился Ахилл, в другом один из персонажей рассказывает, как его оскопила какая-то царица.